# Nekrolog 1565
Nekrolog
◄◄
| ◄
| 1561
| 1562
| 1563
| 1564
| 1565 | 1566 | 1567 | 1568 | 1569 | ► | ►►
Weitere Ereignisse | Allgemeiner Nekrolog 1565
Die Beschreibung der verstorbenen Person sollte so kurz wie möglich gehalten sein und nur deren signifikante Tätigkeit(en) enthalten.
Neue Namen ggf. auch unter dem Geburts- und Sterbedatum, also etwa unter 1. Januar und im Geburts- und Sterbejahr (2024) eintragen (nur bei entsprechender großer Wichtigkeit). Für Beispiele siehe die schon vorhandenen Artikel.
Außerdem über die fünf zuletzt Verstorbenen, zu denen es einen ausreichend guten Artikel für eine Präsentation auf der Hauptseite gibt, nach der todesbedingten Überarbeitung der Artikel ggf. auch unter Wikipedia Diskussion:Hauptseite informieren und sie am besten auch in den anderen Wikipedia-Sprachversionen eintragen. Tipp: Regelmäßig bei news.google.de nach „ist tot“, „gestorben“ oder „verstorben“ suchen.
Wenn eine Person gestorben ist, gibt es viele Seiten zu dieser Person in der Wikipedia, die davon auch betroffen sind und entsprechend aktualisiert werden müssen. Beispiele: Namenübersichtsseite, Geburtsjahr, Geburtsort-Seiten und viele mehr.
Wie finde ich die betroffenen Seiten?
Im Suchfeld auf der linken Seite gibt man den Suchbegriff so ein: „Vorname Nachname“. Dann klickt man auf Volltext und alle Seiten mit entsprechendem Suchtext werden aufgerufen. Hier sieht man dann schnell, wo auch das Todesjahr Sinn macht oder sogar ein Teil des Artikels angepasst werden muss. Auch hilft das „Werkzeug“ auf der linken Seite sehr gut, um solche Seiten aufzufinden: „Links auf diese Seite“. Somit ist die Wikipedia wieder aktuell in allen Bereichen! Hinweis: bei Eintragung der Kategorie „Gestorben JAHR“ wird der Missbrauchsfilter 49 ausgelöst, was jedoch nicht schlimm ist. Siehe: Spezial:Missbrauchsfilter/49
Dies ist eine Liste von im Jahr 1565 verstorbenen bekannten Persönlichkeiten. Die Einträge erfolgen innerhalb der einzelnen Daten alphabetisch sortiert. Tiere sind im Nekrolog für Tiere zu finden.

## Januar
| Tag        | Name                          | Beruf, bekannt als                                                   | Alter | Beleg |
| ---------- | ----------------------------- | -------------------------------------------------------------------- | ----- | ----- |
| 12. Januar | Meir Katzenellenbogen         | venezianischer Rabbiner                                              |       |       |
| 13. Januar | Georg Rösch von Geroldshausen | Tiroler Kanzleisekretär und Dichter                                  | 63    |       |
| 15. Januar | Andreas von Alvensleben       | Burgherr in Calvörde, Eichenbarleben und Randau, lokaler Reformator  |       |       |
| 19. Januar | Diego Laínez                  | Generaloberer der Societas Jesu (Jesuitenorden)                      |       |       |
| 21. Januar | Markus Weiner                 | 49. Abt des Benediktinerstiftes Kremsmünster                         |       |       |
| 28. Januar | Federico Cesi                 | italienischer Geistlicher, Bischof und Kardinal der Römischen Kirche | 64    |       |
| 28. Januar | Johannes Fries                | Schweizer reformierter Theologe, Pädagoge und Lexikograph            |       |       |

## Februar
| Tag         | Name               | Beruf, bekannt als                                         | Alter | Beleg |
| ----------- | ------------------ | ---------------------------------------------------------- | ----- | ----- |
| 5. Februar  | Jan Černý-Nigranus | Bischof der Unität der Böhmischen Brüder und Historiker    |       |       |
| 10. Februar | Markus Kuen        | Bischof von Olmütz                                         |       |       |
| 13. Februar | Joachim Frenzel    | Grundherr                                                  | 49    |       |
| 18. Februar | David vom Stain    | deutscher Adliger                                          |       |       |
| 21. Februar | Federico Gonzaga   | Bischof von Mantua                                         |       |       |
| 28. Februar | Johann             | Herzog von Münsterberg, Herzog von Oels und Graf von Glatz | 55    |       |

## März
| Tag      | Name              | Beruf, bekannt als                   | Alter | Beleg |
| -------- | ----------------- | ------------------------------------ | ----- | ----- |
| 14. März | Vasco de Quiroga  | Bischof von Michoácan                |       |       |
| 17. März | Alexander Alesius | schottischer Theologe und Reformator | 64    |       |
| 21. März | Bartold Homeister | Bürgermeister von Hannover           |       |       |
| 21. März | Lope de Rueda     | spanischer Dichter                   |       |       |

## April
| Tag       | Name              | Beruf, bekannt als                                          | Alter | Beleg |
| --------- | ----------------- | ----------------------------------------------------------- | ----- | ----- |
| 13. April | Bernardo Navagero | italienischer Geistlicher, Kardinal der katholischen Kirche |       |       |
| 27. April | Osanna von Kotor  | montenegrinische katholische Ordensfrau, Selige             | 71    |       |
| 28. April | Thomas Planta     | Bischof von Chur                                            | 44    |       |

## Mai
| Tag     | Name                     | Beruf, bekannt als                                                          | Alter | Beleg |
| ------- | ------------------------ | --------------------------------------------------------------------------- | ----- | ----- |
| 4. Mai  | Bernhard von Draschwitz  | Domherr in Naumburg und Meißen                                              |       |       |
| 14. Mai | Florian Abel             | deutscher Maler und Zeichner der Renaissance                                |       |       |
| 14. Mai | Nikolaus von Amsdorf     | deutscher Reformator und Theologe zur Zeit Luthers                          | 81    |       |
| 24. Mai | Achatius von Zehmen      | preußischer Beamter im Preußen Königlichen Anteils und im Herzogtum Preußen |       |       |
| 26. Mai | Albrecht Klever          | Ratsherr der Hansestadt Lübeck                                              |       |       |
| 26. Mai | Georg Sigmund Seld       | deutscher Jurist und Reichsvizekanzler                                      | 49    |       |
| 28. Mai | Mikołaj Radziwiłł Czarny | polnischer Staatsmann und Soldat                                            | 50    |       |

## Juni
| Tag      | Name                      | Beruf, bekannt als                                  | Alter | Beleg |
| -------- | ------------------------- | --------------------------------------------------- | ----- | ----- |
| 12. Juni | Johann Jordan             | Fürstbischof von Sitten                             |       |       |
| 12. Juni | Adrien Turnèbe            | französischer Humanist und Philosoph                |       |       |
| 17. Juni | Ashikaga Yoshiteru        | japanischer Shōgun                                  | 29    |       |
| 19. Juni | Wolfgang Lazius           | österreichischer Humanist, Historiker und Kartograf | 50    |       |
| 23. Juni | Turgut Reis               | Freibeuter und osmanischer Admiral, Bei von Tunis   |       |       |
| 25. Juni | Herluf Trolle             | dänischer Admiral und Seeheld im Dreikronenkrieg    | 49    |       |
| 26. Juni | Oldřich Prefát z Vlkanova | böhmischer Mathematiker und Reisender               | 42    |       |

## Juli
| Tag      | Name                 | Beruf, bekannt als                                                                                        | Alter | Beleg |
| -------- | -------------------- | --- | ----- | ----- |
| 21. Juli | Polidoro da Lanciano | italienischer Maler                                                                                       |       |       |
| 25. Juli | David Köler          | deutscher Renaissance-Musiker, Organist, Kantor, Komponist und der erste Leiter der Schweriner Hofkapelle |       |       |

## August
| Tag         | Name           | Beruf, bekannt als                                            | Alter | Beleg |
| ----------- | -------------- | ------------------------------------------------------------- | ----- | ----- |
| 29. August  | Alfonso Carafa | italienischer Geistlicher, Erzbischof von Neapel und Kardinal | 25    |       |
| Ende August | Jakob Buus     | franko-flämischer Komponist und Organist                      |       |       |

## September
| Tag           | Name                | Beruf, bekannt als                                                                            | Alter | Beleg |
| ------------- | ------------------- | --------------------------------------------------------------------------------------------- | ----- | ----- |
| 4. September  | Simone Pasqua       | Kardinal der katholischen Kirche                                                              | 72    |       |
| 6. September  | Johann Magdeburg    | deutscher lutherischer Theologe, Kirchenlieddichter und Komponist                             |       |       |
| 13. September | Guillaume Farel     | Reformator der französischsprachigen Schweiz sowie Vorgänger und Mitarbeiter Johannes Calvins |       |       |
| 15. September | Modestinus Pistoris | Rechtswissenschaftler, Stadtrichter, Bürgermeister                                            | 48    |       |
| 20. September | Cipriano de Rore    | flämischer Komponist der Renaissance                                                          |       |       |
| 22. September | Anna von Quitzow    | deutsche Äbtissin                                                                             |       |       |
| 30. September | Matthäus Delius     | deutscher Pädagoge                                                                            |       |       |

## Oktober
| Tag         | Name                  | Beruf, bekannt als                                                                      | Alter | Beleg |
| ----------- | --------------------- | --------------------------------------------------------------------------------------- | ----- | ----- |
| 1. Oktober  | Balthasar Raid        | evangelischer Theologe und Reformator                                                   |       |       |
| 4. Oktober  | Pietro Paolo Vergerio | lutherischer Theologe                                                                   |       |       |
| 5. Oktober  | Lodovico Ferrari      | italienischer Mathematiker                                                              | 43    |       |
| 6. Oktober  | Johann Bocerus        | Dichter und Historiker                                                                  | 41    |       |
| 6. Oktober  | Annibale Bozzuti      | italienischer Kardinal der katholischen Kirche                                          | 44    |       |
| 7. Oktober  | Johannes Mathesius    | deutscher Pfarrer und lutherischer Reformator                                           | 61    |       |
| 8. Oktober  | Alexander von Sachsen | Kurprinz von Sachsen sowie nominell Administrator der Hochstifte Naumburg und Merseburg | 11    |       |
| 12. Oktober | Jean Ribault          | französischer Seefahrer, Karibikpirat und Kolonisator                                   |       |       |
| 22. Oktober | Jean Grolier          | französischer Kunst- und Bücherliebhaber; Politiker                                     |       |       |
| 29. Oktober | Ranuccio Farnese      | römisch-katholischer Kardinal                                                           | 35    |       |
| 31. Oktober | Johann Friedrich III. | Herzog zu Sachsen                                                                       | 27    |       |

## November
| Tag         | Name                 | Beruf, bekannt als   | Alter | Beleg |
| ----------- | -------------------- | -------------------- | ----- | ----- |
| 2. November | Mechthild von Bayern | Markgräfin von Baden | 33    |       |

## Dezember
| Tag          | Name                                | Beruf, bekannt als                                                      | Alter | Beleg |
| ------------ | ----------------------------------- | ----------------------------------------------------------------------- | ----- | ----- |
| 8. Dezember  | Hieronymus Baumgartner              | Gestalter der Reformation und Bürgermeister in Nürnberg                 | 67    |       |
| 9. Dezember  | Pius IV.                            | Papst (1559–1565)                                                       | 66    |       |
| 12. Dezember | Johann Rantzau                      | deutscher Feldherr                                                      | 73    |       |
| 13. Dezember | Conrad Gessner                      | Schweizer Arzt, Naturforscher und Altphilologe                          |       |       |
| 13. Dezember | Joachim von Neuhaus                 | böhmischer Adliger, Oberstkanzler von Böhmen und Burggraf von Karlstein | 39    |       |
| 24. Dezember | Pankraz von Freyberg zu Hohenaschau | deutscher Politiker                                                     |       |       |
| 26. Dezember | Bartolomeo Coda                     | italienischer Maler                                                     |       |       |
| 27. Dezember | Luis de Santa María Nanacacipactzin | Gouverneur von Tenochtitlan und Tlatoani der Mexica                     |       |       |
| 28. Dezember | Antonio Begarelli                   | italienischer Bildhauer                                                 |       |       |

## Datum unbekannt
| Tag | Name                   | Beruf, bekannt als                                                  | Alter | Beleg |
| --- | ---------------------- | ------------------------------------------------------------------- | ----- | ----- |
|     | Siegfried Apiarius     | Schweizer Buchdrucker                                               |       |       |
|     | Nicolas Beatrizet      | französischer Künstler, Kupferstecher in der Renaissance in Italien |       |       |
|     | Juan Bermudo           | spanischer Musiktheoretiker und Komponist                           |       |       |
|     | Nicolaus Brylinger     | Drucker und Verleger                                                |       |       |
|     | Katherine Champernowne | Gouvernante und erste Hofdame am Hof von Königin Elisabeth I.       |       |       |
|     | Hippolito Chizzola     | Regularkanoniker, Prediger                                          |       |       |
|     | Konrad Diede           | hessischer Ministeriale                                             |       |       |
|     | Diebold von Erlach     | Erster Schweizer in Amerika                                         |       |       |
|     | Benedikt Gletting      | Schweizer Liedtexter weltlicher und geistlicher Lieder              |       |       |
|     | Sigmund Hemmel         | deutscher Komponist und Hofkapellmeister                            |       |       |
|     | Johann Hoppe           | deutscher Pädagoge und Schulreformer                                |       |       |
|     | Jacob Kallenberg       | Holzschneider, Maler                                                |       |       |
|     | Hans Krell             | deutscher Maler                                                     |       |       |
|     | Paulus Praetorius      | Pädagoge und Gelehrter                                              |       |       |
|     | Asch-Schaʿrānī         | arabischer Historiker                                               |       |       |
|     | Caspar Scheidt         | Dichter                                                             |       |       |
|     | Urban Sturm            | deutscher Dichter, Rhetoriker und Musiker                           |       |       |
|     | Barward Tafelmaker     | deutscher Baumeister und Brauer                                     |       |       |
|     | Benedetto Varchi       | Florentiner Dichter und Historiker                                  |       |       |